# Bayerische Staatsoper
Le Bayerische Staatsoper (Opéra d’État de Bavière) est une maison d’opéra et de ballet située à Munich. C'est l’un des plus prestigieux opéras du monde. Depuis 1700, il est le lieu de premières européennes importantes, par exemple Idomeneo, re di Creta de Wolfgang Amadeus Mozart en 1781.

## Organisation
Les représentations d'opéras se déroulent principalement à Munich au Théâtre national. Ce théâtre d'opéras se situe au sein de la résidence de Munich. C'est un édifice d'architecture néo-classique construit sur le modèle du théâtre de l'Odéon de Paris. Il abrite 2 101 places sur 6 niveaux. Érigé entre 1811 et 1818, il est détruit par un incendie en 1823, il est reconstruit en 1825. Par la suite, le roi Louis II de Bavière y impose la création des œuvres de Wagner. Le théâtre a été à nouveau détruit pendant la Seconde Guerre mondiale, le 3 octobre 1943, et reconstruit entre 1958 et 1963.
Des représentations ont lieu également dans d'autres salles, notamment au Prinzregententheater (construit au début du XXe siècle) et au Cuvilliés-Theater (construit vers 1730). À la fin du mois de juin et pendant tout le mois de juillet, l'Opéra de Bavière organise un festival d'opéra où sont présentées notamment les nouvelles productions de l'année et d'autres spectacles affichant généralement des distributions prestigieuses.
La compagnie présente actuellement chaque année environ 270 spectacles (opéras ou ballets) ainsi que de nombreux concerts. L'institution est principalement financée par l’État de Bavière, avec une petite contribution de la ville de Munich et de sponsors privés. Les ressources propres (billetterie, vente de programmes, etc.) représentent 35,6 % du budget global en 2016.
L'orchestre en résidence est le Bayerisches Staatsorchester, créé en 1653, qui propose également au Théâtre national une saison de concerts symphoniques.

## Direction

### Directeurs généraux
- 1868-1892 : Karl von Perfall
- 1893-1906 : Ernst von Possart
- 1907-1912 : Albert Freiherr von Speidel
- 1912-1918 : Clemens von Franckenstein
- 1918 : Viktor von Schwanneke (intérim)
- 1919-1924 : Karl Zeiss
- 1924-1934 : Clemens von Franckenstein
- 1934-1935 : Hans Knappertsbusch (intérim)
- 1935-1938 : Oskar Walleck
- 1938-1940 : Clemens Krauss (directeur du Staatsoper)
- 1945-1952 : Georg Hartmann
- 1952-1967 : Rudolf Hartmann
- 1967-1976 : Günther Rennert
- 1976-1977 : Wolfgang Sawallisch (intérim)
- 1977-1982 : August Everding (de)
- 1982-1993 : Wolfgang Sawallisch (directeur du Staatsoper)
- 1993-2006 : Sir Peter Jonas
- 2006-2008 : Kent Nagano (directeur artistique), Roland Schwab et Ulrike Hessler (directoire)
- 2008-2022 : Nikolaus Bachler (en)
- depuis 2022 : Serge Dorny

### Directeurs musicaux du Bayerisches Staatsorchester
- 1836–1867 : Franz Lachner
- 1867–1869 : Hans von Bülow
- 1870–1877 : Franz Wüllner
- 1872–1896 : Hermann Levi
- 1894–1896 : Richard Strauss
- 1901–1903 : Hermann Zumpe
- 1904–1911 : Felix Mottl
- 1913–1922 : Bruno Walter
- 1922–1935 : Hans Knappertsbusch
- 1937–1944 : Clemens Krauss
- 1945 : Hans Knappertsbusch
- 1946–1952 : Georg Solti
- 1952–1954 : Rudolf Kempe
- 1956–1958 : Ferenc Fricsay
- 1959–1968 : Joseph Keilberth
- 1971–1992 : Wolfgang Sawallisch
- 1992–1998 : Peter Schneider (intérim)
- 1998–2006 : Zubin Mehta
- 2006–2013 : Kent Nagano
- 2013-2019 : Kirill Petrenko
- depuis 2020 : Vladimir Jurowski[3]

## Chanteurs célèbres
- Alfred von Bary
- Mária Basilides

## Premières

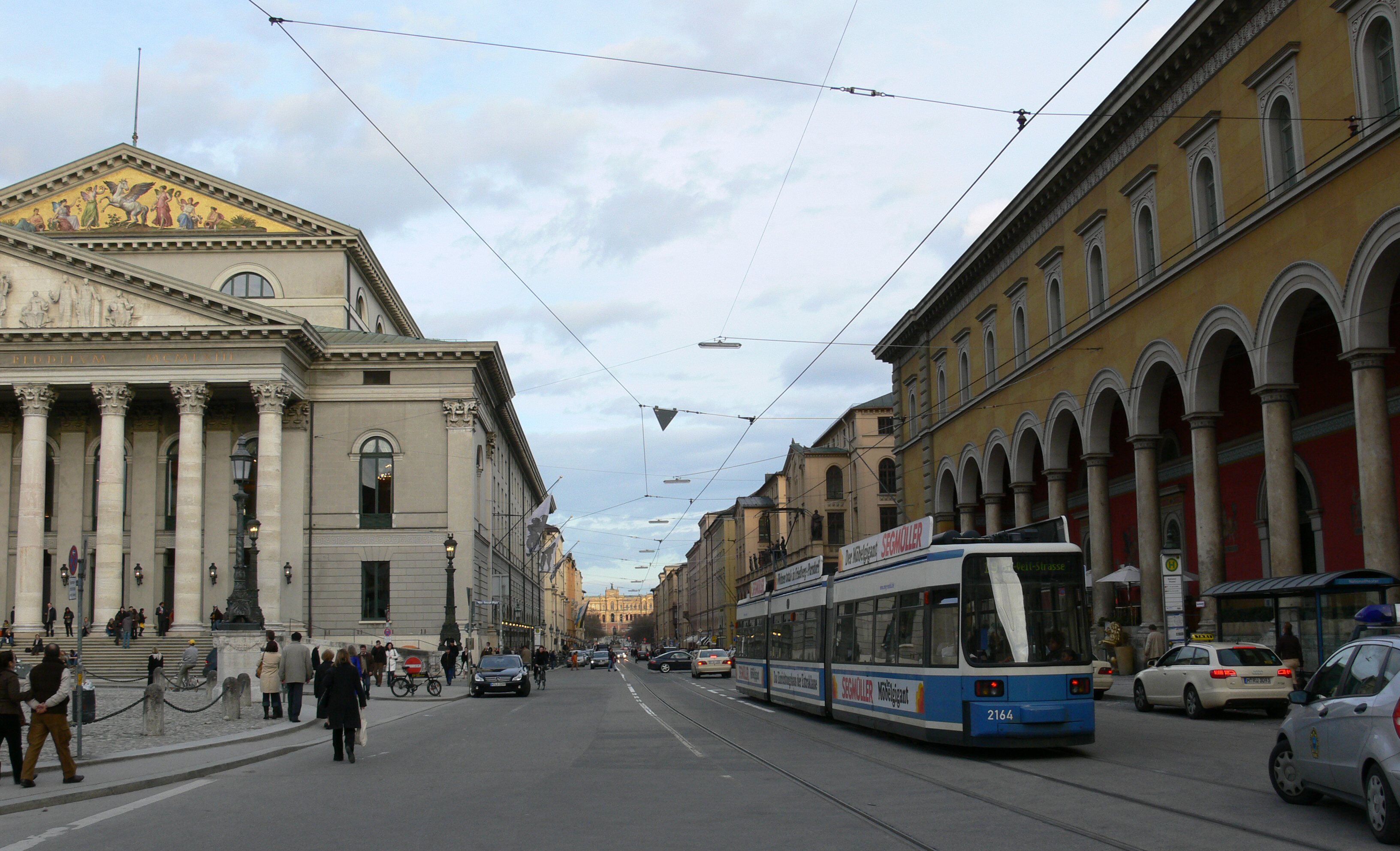
La Maximilianstraße : le portique du palais Toerring-Jettenbach en face du Théâtre national (2006).

- 2 octobre 1753, Catone in Utica, de Giovanni Ferrandini et Pietro Metastasio (Residenztheater)
- 13 janvier 1775, La finta giardiniera de Wolfgang Amadeus Mozart (Salvatortheater)
- 29 janvier 1781, Idomeneo de Wolfgang Amadeus Mozart et Giambattista Varesco (Residenztheater)
- 1er février 1782, Semiramide d'Antonio Salieri et Pietro Metastasio (Residenztheater)
- 27 janvier 1807, Iphigenie in Aulis de Franz Danzi et Karl Reger (Residenztheater)
- 4 juin 1811, Abu Hassan de Carl Maria von Weber et Franz Carl Hiemer (Residenztheater)
- 23 décembre 1812, Jephthas Gelübde de Giacomo Meyerbeer et Aloys Schreiber (Residenztheater)
- 9 novembre 1817, Teolinde de Giacomo Meyerbeer (Residenztheater)
- 7 octobre 1849, Benvenuto Cellini de Franz Lachner, Henri-Auguste Barbier et Léon de Wailly
- 10 juin 1865, Tristan und Isolde de Richard Wagner
- 21 juin 1868, Die Meistersinger von Nürnberg de Richard Wagner
- 22 septembre 1869, Das Rheingold de Richard Wagner
- 26 juin 1870, Die Walküre de Richard Wagner
- 29 juin 1888, Die Feen de Richard Wagner
- 23 janvier 1897, Königskinder d'Engelbert Humperdinck et Elsa Bernstein
- 10 octobre 1897, Sarema d'Alexander von Zemlinsky, Adolf von Zemlinszky et Arnold Schönberg
- 22 janvier 1899, Der Bärenhäuter de Siegfried Wagner
- 27 novembre 1903, Le donne curiose d'Ermanno Wolf-Ferrari et Luigi Sugana (Residenztheater)
- 19 mars 1906, I quatro rusteghi d'Ermanno Wolf-Ferrari et Giuseppe Pizzolato
- 11 décembre 1906, Das Christ-Elflein de Hans Pfitzner et Ilse von Stach
- 4 décembre 1909, Il segreto di Susanna d'Ermanno Wolf-Ferrari et Enrico Golisciani
- 28 mars 1916, Der Ring des Polykrates d'Erich Wolfgang Korngold, Leo Feld et Julius Korngold ; Violanta d'Erich Wolfgang Korngold et Julius Korngold
- 12 juin 1917, Palestrina de Hans Pfitzner (Prinzregententheater)
- 30 novembre 1920, Die Vögel de Walter Braunfels (d'après Aristophane)
- 15 novembre 1924, Don Gil von den grünen Hosen de Walter Braunfels (d'après Tirso de Molina)
- 12 novembre 1931, Das Herz de Hans Pfitzner et Hans Mahner-Mons
- 24 juillet 1938, Friedenstag de Richard Strauss, Joseph Gregor et Stefan Zweig
- 5 février 1939, Der Mond de Carl Orff
- 28 octobre 1942, Capriccio de Richard Strauss et Clemens Krauss
- 29 mars 1956, Don Juan de Manara d'Henri Tomasi (Prinzregententheater)
- 11 août 1957, Die Harmonie der Welt de Paul Hindemith
- 27 novembre 1963, Die Verlobung in San Domingo de Werner Egk (d'après Heinrich von Kleist)
- 1er août 1972, Sim Tjong de Yun I-sang et Harald Kunz
- 9 juillet 1978, Lear d'Aribert Reimann et Claus H. Henneberg
- 10 mai 1981, Lou Salomé de Giuseppe Sinopoli et Karl Dietrich Gräwe
- 22 juillet 1985 Le Roi Bérenger d'Heinrich Sutermeister (d'après Eugène Ionesco)
- 8 novembre 1985, Night de Lorenzo Ferrero et Peter Werhahn (d'après Novalis)
- 25 janvier 1986, Belshazar de Volker David Kirchner et Harald Weirich
- 7 juillet 1986, Troades d'Aribert Reimann et Gerd Albrecht (d'après Euripides et Franz Werfel)
- 6 juillet 1991, Ubu Rex de Krzysztof Penderecki (d'après Alfred Jarry)
- 1er juillet 1996, Schlachthof 5 de Hans-Jürgen von Bose (d'après Kurt Vonnegut)
- 24 mai 1998, Was ihr wollt de Manfred Trojahn et Claus H. Henneberg
- 28 juin 2000, Kanon für geschlossene Gesellschaft de Ruedi Häusermann (Cuvilliés-Theater)
- 30 octobre 2000, Bernarda Albas Haus d'Aribert Reimann (d'après Federico García Lorca)
- 27 juin 2002, K.Projekt 12 / 14 de Hans-Jürgen von Bose (d'après Franz Kafka) (Cuvilliéstheater)
- 17 juillet 2003, Das Gesicht im Spiegel de Jörg Widmann et Roland Schimmelpfennig (Cuvilliéstheater)
- 27 octobre 2006, Das Gehege de Wolfgang Rihm et Botho Strauß
- 30 juin 2007, Alice in Wonderland d'Unsuk Chin et David Henry Hwang (en)
- 31 janvier 2016, South Pole de Miroslav Srnka sur un livret de Tom Holloway.

## Distinctions
- Deux International Opera Award dans la catégorie « compagnie d'opéra » (2018 et 2023)[4],[5].